# Something Just Like This
Something Just Like This (deutsch: „Genau so etwas“) ist ein Lied des US-amerikanischen
DJ-Duos The Chainsmokers in Zusammenarbeit mit der britischen Pop-Rock-Band Coldplay. Der Future-Bass-Track ist die zweite Vorab-Single-Auskopplung ihres Debüt-Albums Memories…Do Not Open und erschien am 22. Februar 2017 über Disruptor und Columbia Records.

## Hintergrund

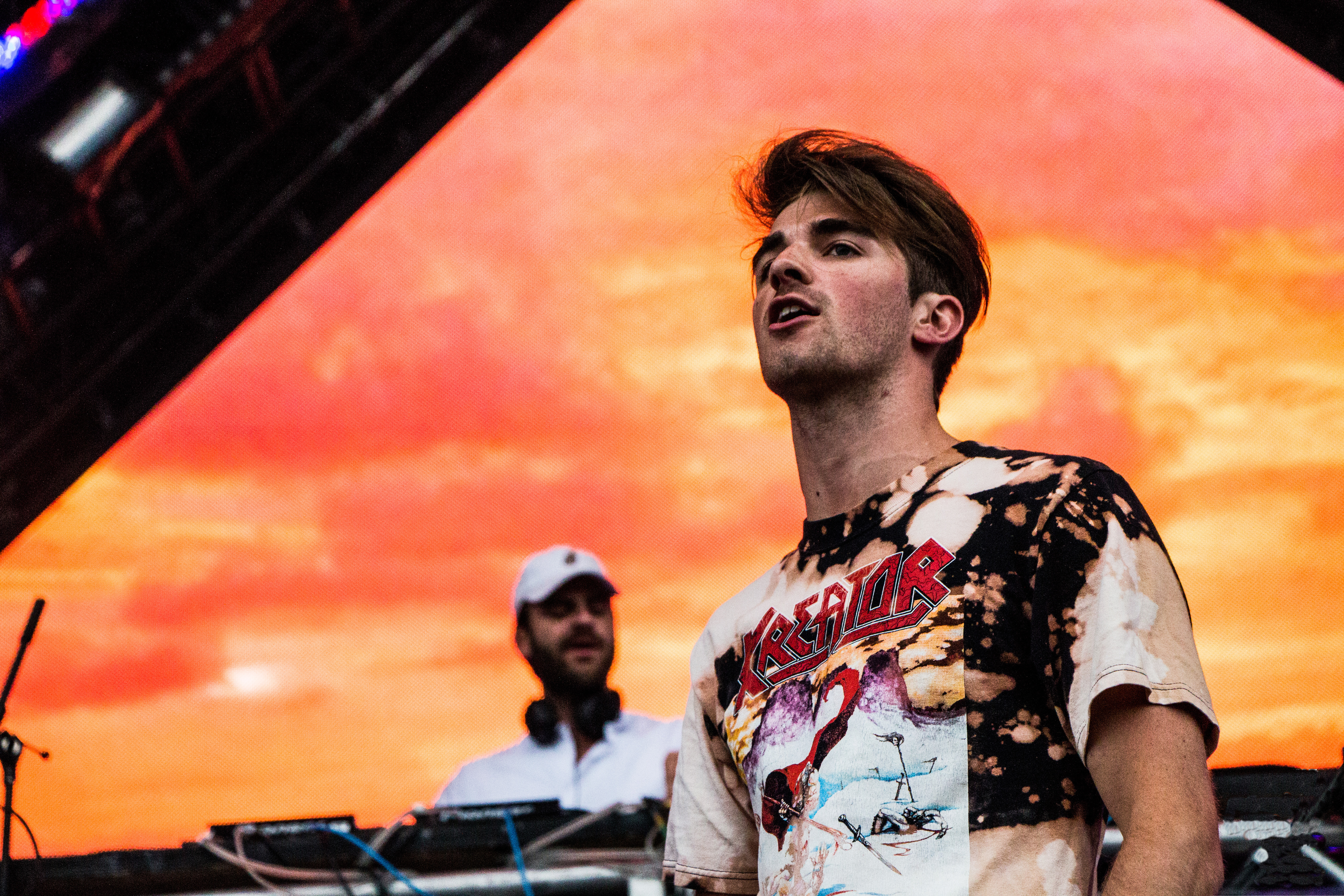
The Chainsmokers

An der Entstehung des Liedes waren sowohl die Chainsmokers, als auch alle Band-Mitglieder von Coldplay beteiligt. Während Andrew Taggart und Alex Pall an den Keyboards agierten, war Guy Berryman für die Bass-Gitarre, Jonny Buckland für die Leadgitarre, Will Champion für Drums und Backing Vocals sowie Chris Martin für die Lead Vocals und das Piano verantwortlich. Bei der Produktion trat, wie auch bei den letzten Singles des DJ-Duos, auch DJ Swivel in Erscheinung.
Bereits im September 2016 gaben die Chainsmokers in Form von zwei kurzen Clips Einblick in die Produktion eines Liedes, in dem neben ihnen auch Coldplay-Sänger Chris Martin zu sehen ist. Zu der Zusammenarbeit sagte das Duo im Vorfeld:

„Wir wollen nichts verhexen oder zu viel verraten. Was wir euch sagen können, ist, dass dieser Typ [Chris Martin] einfach talentiert ist. Es war einer der coolsten Momente, die wir in unserer Laufbahn im Studio hatten.“

Am 22. Februar 2017 gab Spotify vorzeitig eine Banner-Anzeige an der Oberseite der Homepage frei. Diese enthielt neben der Grafik ebenfalls den „Play-Now“-Button. Der Button führte jedoch nicht auf den Song zurück. Am selben Tag spielte Coldplay das Lied zusammen mit The Chainsmokers auf der Bühne der BRIT Awards 2017 in der O₂-Arena in London. Obwohl die bisherigen Releases beider Interpreten typischerweise an einem Freitag erfolgten, erschien der Track in Verbindung mit dem Auftritt am Mittwoch unmittelbar nach ihrer Performance.

## Musikalisches und Inhalt

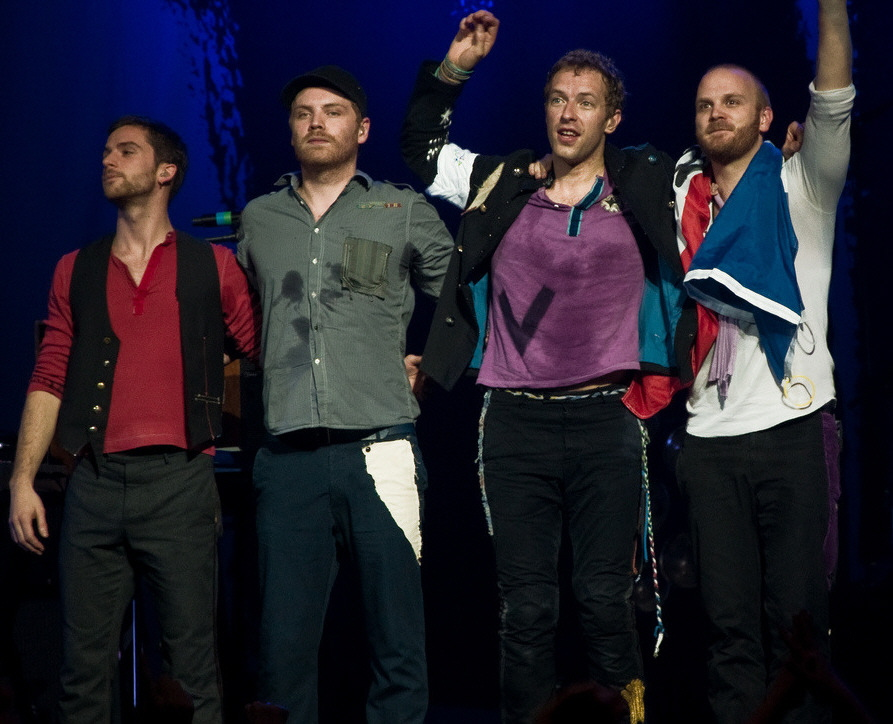
Coldplay

Das Lied steht im 4/4-Takt, das Tempo liegt bei 103 bpm. Das Intro (Gitarre, Bassgitarre, sphärische Synthesizer) ist gerade in Takt 4 angekommen, als schon der erste Gesangsvers von Chris Martin beginnt. Simultan ertönt kein taktgebender Kick. Nach der ersten Hälfte der ersten Strophe erklingen im Hintergrund mehrere Instrumente, die sich in den Vordergrund drängen. Auch während des Refrains ist kein Beat zu hören. Nach Vollendung dessen ertönt der Drop, welcher auf einem ähnlichen Sounddesign wie Roses aufbaut. Die zweite Strophe enthält im Gegensatz zur ersten einen Kick. Nach zweitem Refrain und Drop setzt eine Bridge ein, bei der Martins Stimme deutlich kraftvoller und stärker untermalt wird. Auf den Drop wird ebenfalls stärker angespielt. Dieser ist zudem durch hellere Synthies gekennzeichnet.
Im Text beschreibt das lyrische Ich, wie es im Vergleich mit einer Reihe von Superhelden und Figuren der Mythologie schlecht abschneiden würde. Doch es erkennt, dass die weibliche Person, die es zu beeindrucken versucht, sich davon ohnehin nicht begeistern ließe. Stattdessen wird ihm klar, dass es allein darum geht, sich mit der Partnerin identifizieren zu können und neue Erfahrung zu sammeln.
| „But she said, where’d you wanna go? How much you wanna risk? I’m not looking for somebody With some superhuman gifts Some superhero Some fairytale bliss Just something I can turn to Somebody I can kiss“ | „Sie sagte, Wohin willst du gehen? Wie viel willst du riskiern? Ich suche niemanden mit übermenschlichen Kräften Keinen Superheld, Keinen Märchenprinz Nur irgendjemand der zu mir hält, irgendjemand den ich küssen kann“ – Refrain, Übersetzung |

## Veröffentlichung

### Single
Die offizielle Single-Veröffentlichung fand am 22. Februar 2017 statt. Auf dieser ist lediglich der Radio Edit zu finden.
| #  | Version    | Länge |
| -- | ---------- | ----- |
| 1. | Radio Edit | 4:08  |

### Remix-EP
Die Remix-EP erschien am 28. April 2017. Diese enthält einen Future-House-Remix von Alesso, zwei Future-Bass-Remixe von R3hab und ARMNHMR, einen Remix im Big-Room-Stil von Dimitri Vegas & Like Mike, eine Interpretationen im Future-House-Gewand von Don Diablo sowie einen Mix von Jai Wolf, der Electro-Pop-Elemente widerspiegelt. Im Internet erschien eine Menge weiterer Remixe, die überwiegend inoffiziell produziert wurden. Diese basieren auf unterschiedlichen Musikstilen. Erfolgreich waren insbesondere eine Trap-Interpretation von No Riddim und ein Big-Room-Remix von Jaxx & Vega.
| #  | Remix                           | Länge |
| -- | ------------------------------- | ----- |
| 1. | Alesso Remix                    | 4:12  |
| 2. | R3hab Remix                     | 2:42  |
| 3. | Dimitri Vegas & Like Mike Remix | 3:50  |
| 4. | Don Diablo Remix                | 3:50  |
| 5. | Jai Wolf Remix                  | 2:56  |
| 6. | ARMNHMR Remix                   | 3:44  |

## Musikvideo
Wie zu den letzten Singles des Duos erschien auch hier parallel zum Release ein Lyrics-Video. Dieses wurde auf dem offiziellen YouTube-VEVO-Kanal der Chainsmokers hochgeladen und innerhalb von vier Monaten fast eine halbe Milliarde mal angeklickt. Das Video wurde in einem ähnlichen Stil gestaltet, wie das Artwork der Single.

## Kritiken
Die Kritiken für Something Just Like This fielen sehr unterschiedlich aus. In erster Linie kam das Lied im Gesamtwerk gut an, jedoch wurden schnell Parallelen zu den Vorgänger-Singles der Chainsmokers, darunter insbesondere Roses gezogen.
In Bezug auf die Namenspopularität äußerte sich Michelvmusic von „A Bit of Pop Music“ wenig begeistert von dem Ergebnis der Zusammenarbeit:

„Bedeutet dies, dass 'Something Just Like This’ eine großartige Single ist? Nicht unbedingt. The Chainsmokers machen das, was sie am besten können, catchy EDM mit Pop-Elementen und vorhersehbaren Breakdowns am Ende des Refrains. Der einzige große Unterschied besteht darin, dass der Gesang diesmal von Chris Martin stammt. Und diese Gesangseinlagen sind gar nicht mal so stark! Der Breakdown ist etwas, was wir schon hundertmal gehört haben, auch in den Singles der Chainsmokers selber. Es wirkt ein bisschen faul, einfach nur mit Copy and Paste zu arbeiten, wenn sie Coldplay im Studio haben. Es ist schwer zu erkennen, was in diesem Lied von Chris Martin und seinen Männern stammt. Sie brauchen auch nicht unbedingt die Chainsmokers, um einen Hit zu landen, und dieses Lied klingt noch Mainstream-lastiger als ihr letztes Album. Um es kurz zu machen, ich bin mir nicht sicher, ob dies genug Potential besitzt, um wirklich lange an der Spitze der internationalen Charts zu stehen.“

Tim Tabens von „Dance-Charts“ verglich das Lied ebenfalls mit Roses, lobte aber insbesondere Chris Martins Gesang.

„Der Titel geht unter die Haut und kann durch seine modernen und interessanten Elemente glänzen. Die Stimme von Chris Martin passt hier optimal und verleiht dem Titel den letzten Feinschliff.“

## Kommerzieller Erfolg

### Chartplatzierungen
Durch die Veröffentlichung vor Vollendung der Chartwoche am Mittwoch gelang es dem Lied innerhalb von zwei Tagen genug Verkäufe zu zählen, um einen Einstieg auf Platz 80 in den britischen Charts zu erzielen. Auch in Frankreich und Schottland erreichte Something Just Like This dies. Auf iTunes konnte das Lied bis auf Platz eins in unter anderem den USA, Großbritannien und Australien vorrücken. In Deutschland und zahlreichen weiteren europäischen Ländern sowie Kanada stand das Lied nach knapp 24 Stunden auf Platz zwei. Auf Spotify zählte der Track nach dem ersten Wochenende über 15 Millionen Streams. Unter anderem die deutschen, österreichischen, britischen und US-amerikanischen Single-Charts führten das Lied nach spätestens einer Woche in den Top-5 auf.
| ChartsChartplatzierungen       | Höchstplatzierung | Wochen |
| ------------------------------ | ----------------- | ------ |
| Deutschland (GfK)              | 4 (52 Wo.)        | 52     |
| Österreich (Ö3)                | 2 (47 Wo.)        | 47     |
| Schweiz (IFPI)                 | 3 (60 Wo.)        | 60     |
| Vereinigte Staaten (Billboard) | 3 (39 Wo.)        | 39     |
| Vereinigtes Königreich (OCC)   | 2 (45 Wo.)        | 45     |

| ChartsJahrescharts (2017)      | Platzierung |
| ------------------------------ | ----------- |
| Deutschland (GfK)              | 3           |
| Österreich (Ö3)                | 4           |
| Schweiz (IFPI)                 | 3           |
| Vereinigte Staaten (Billboard) | 5           |
| Vereinigtes Königreich (OCC)   | 9           |

| ChartsJahrescharts (2010–2019) | Platzierung |
| ------------------------------ | ----------- |
| Österreich (Ö3)                | 48          |
| Vereinigtes Königreich (OCC)   | 72          |

### Auszeichnungen für Musikverkäufe
| Land/Region                  | Auszeichnungen für Musikverkäufe (Land/Region, Auszeichnung, Verkäufe) | Verkäufe   |
| ---------------------------- | ---------------------------------------------------------------------- | ---------- |
| Australien (ARIA)            | 17× Platin                                                             | 1.190.000  |
| Belgien (BRMA)               | 3× Platin                                                              | 90.000     |
| Brasilien (PMB)              | 3× Diamant                                                             | 480.000    |
| Dänemark (IFPI)              | 3× Platin                                                              | 270.000    |
| Deutschland (BVMI)           | 3× Platin                                                              | 1.200.000  |
| Frankreich (SNEP)            | Diamant                                                                | 233.333    |
| Griechenland (IFPI)          | Platin                                                                 | 20.000     |
| Italien (FIMI)               | 7× Platin                                                              | 350.000    |
| Kanada (MC)                  | 6× Platin                                                              | 480.000    |
| Mexiko (AMPROFON)            | Diamant · + Platin                                                     | 360.000    |
| Neuseeland (RMNZ)            | 8× Platin                                                              | 240.000    |
| Norwegen (IFPI)              | 3× Platin                                                              | 180.000    |
| Österreich (IFPI)            | Platin                                                                 | 30.000     |
| Polen (ZPAV)                 | Diamant                                                                | 250.000    |
| Portugal (AFP)               | 6× Platin                                                              | 60.000     |
| Schweden (IFPI)              | 9× Platin                                                              | 720.000    |
| Schweiz (IFPI)               | 4× Platin                                                              | 80.000     |
| Singapur (RIAS)              | Platin                                                                 | 10.000     |
| Spanien (Promusicae)         | 5× Platin                                                              | 300.000    |
| Vereinigte Staaten (RIAA)    | Diamant                                                                | 10.000.000 |
| Vereinigtes Königreich (BPI) | 5× Platin                                                              | 3.000.000  |
| Insgesamt                    | 83× Platin · 7× Diamant ·                                              | 19.543.333 |

Hauptartikel: The Chainsmokers/Auszeichnungen für Musikverkäufe

### Auszeichnungen für Musikstreaming
| Land/Region  | Auszeichnungen für Musikverkäufe (Land/Region, Auszeichnung, Verkäufe) | Verkäufe    |
| ------------ | ---------------------------------------------------------------------- | ----------- |
| Japan (RIAJ) | Platin                                                                 | 100.000.000 |
| Insgesamt    | 1× Platin ·                                                            | 100.000.000 |

Hauptartikel: The Chainsmokers/Auszeichnungen für Musikverkäufe

## Trivia
Im Juni 2017 wurde bekannt gegeben, dass die Single als offizieller Musik-Beitrag zur Berichterstattung des FIFA Konföderationen-Pokals 2017 des ZDF agieren würde.